# (14791) Atreus
(14791) Atreus ist ein Asteroid aus der Gruppe der Jupiter-Trojaner. Damit werden Asteroiden bezeichnet, die auf den Lagrange-Punkten auf der Bahn des Jupiter um die Sonne laufen.
(14791) Atreus wurde am 19. September 1973 von den niederländischen Astronomen Cornelis Johannes van Houten, Ingrid van Houten-Groeneveld und Tom Gehrels am Palomar-Observatorium entdeckt. Er ist dem Lagrangepunkt L4 zugeordnet.
Der Asteroid wurde am 9. März 2001 nach der mythologischen Figur des Atreus benannt, dem König von Mykene und Vater von Agamemnon und Menelaos, die auf der Seite der Griechen vor Troja kämpften.